# Marcus (football)
Pour les articles homonymes, voir Marcus.
Marcus Vinicius de Morais dit Marcus est un footballeur brésilien né le 25 février 1974. Il était milieu de terrain.